# Nijverheidsbrug
De Nijverheidsbrug is een basculebrug over het Zeekanaal Brussel-Schelde in Ruisbroek, een deelgemeente van Puurs. De brug ligt in spoorlijn 52, die Antwerpen met Puurs verbindt. De bovenbouw van de brug is opgebouwd in vakwerkstijl.
De doorvaarthoogte onder de gesloten brug bedraagt 4,69 m boven het normale kanaalpeil. Normaliter staat de brug geopend voor een vrije doorgang van het scheepvaartverkeer, waarbij de brug ongeveer 2x per uur wordt gesloten voor doorgang van het treinverkeer. Bij de aanleg van de brug werd gekozen voor deze oplossing omdat de bouw van een brug met meer doorvaarthoogte ook de bouw van een nieuwe (hogere) spoorbrug over de Rupel impliceerde, wat de kostprijs sterk zou hebben opgedreven.

## Afbeeldingen

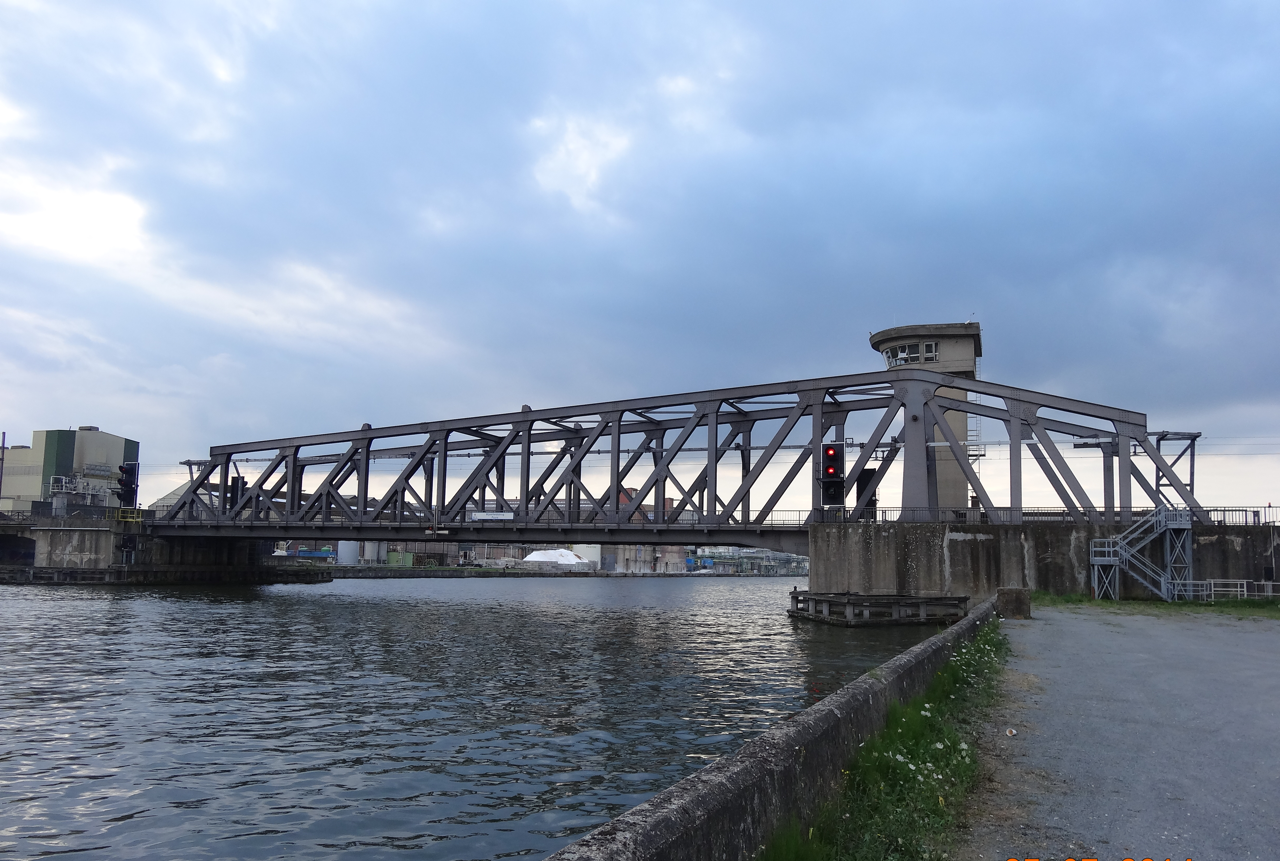
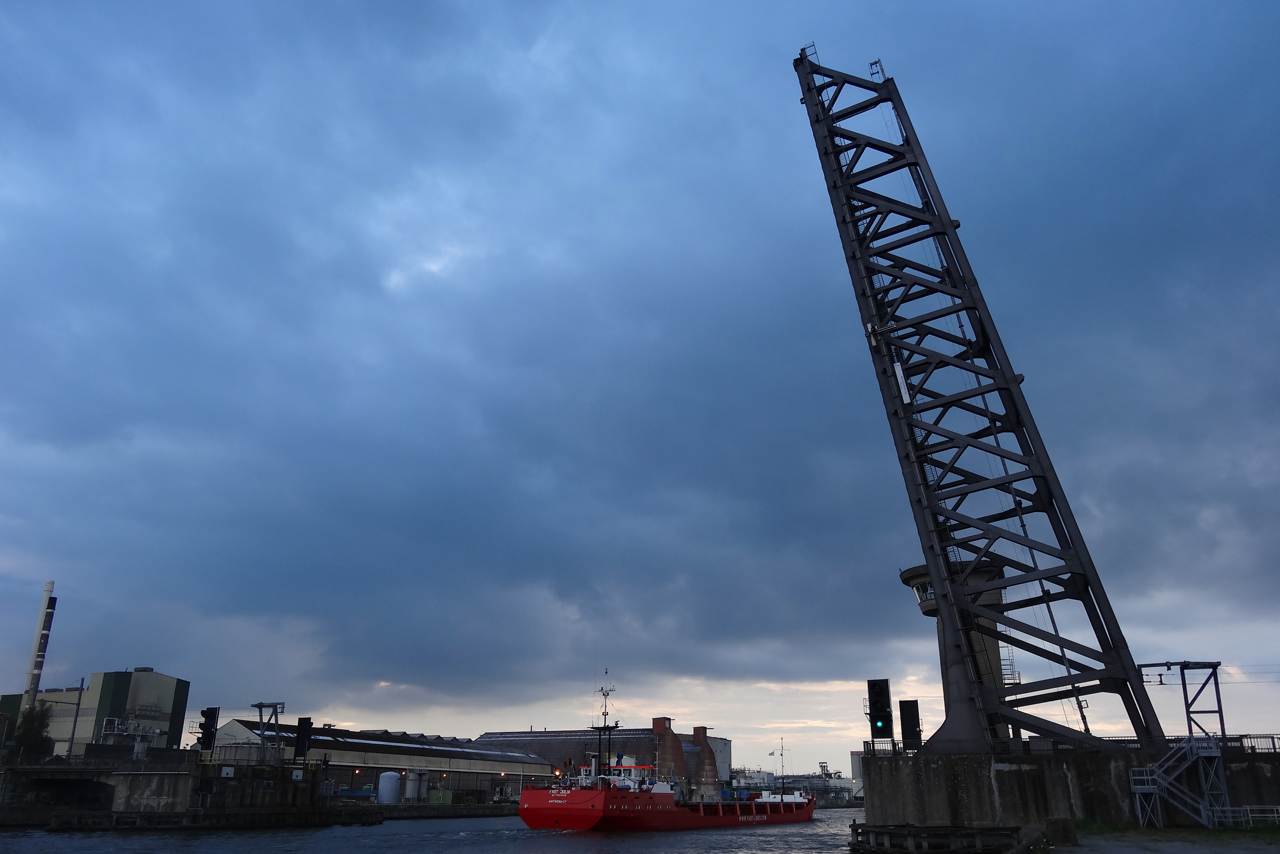
Nijverheidsbrug geopend voor een zeeschip

Van Praetbrug · Budabrug · Viaduct van Vilvoorde · Salangaanbrug · Europabrug · Willemsbrug · Verbrande Brug · Humbeekbrug · Jan Bogaertsbrug · Brielenbrug · Ringbrug · Vredesbrug · IJzerenbrug · Victor Dumonbrug · Boulevardbrug · Nijverheidsbrug